# Angus – voll cool
Angus – voll cool (Originaltitel: Angus) ist eine US-amerikanisch-britisch-französisch-deutsche Filmkomödie von Patrick Read Johnson aus dem Jahr 1995. Als literarische Vorlage diente die Kurzgeschichte A Brief Moment In The Life of Angus Bethune von Chris Crutcher. Die titelgebende Hauptfigur spielte Charlie Talbert, der damit seine erste Rolle in einem Film übernahm.

## Handlung
Angus Bethune ist ein 14-jähriger, übergewichtiger Junge. Er ist schüchtern und unsicher, gilt jedoch als guter Schüler. Troy Wedberg ist sein einziger richtiger Freund.
Angus denkt viel an Melissa Lefevre, die dieselbe Schule wie er besucht. Sie hat einen Freund, Rick. Angus ist überrascht, als er eingeladen wird, gemeinsam mit Melissa zum Schulball zu gehen.
Rick und seine Freunde entführen Troy und wollen von ihm erfahren, was Angus peinlich sein könnte. Troy versucht zu fliehen, dabei wird ihm ein Arm gebrochen. Rick bekommt ein Videoband, auf dem der unbeholfen tanzende Angus zu sehen ist. Das Band wird in der Schule abgespielt, was Melissa wütend macht. Sie macht Schluss mit Rick und offenbart, dass sie unter Bulimie leidet. Angus und Melissa werden schließlich ein Paar.

## Hintergrund
Der Film wurde in Minnesota gedreht. Er spielte in den US-amerikanischen Kinos ca. 4,8 Millionen US-Dollar ein.

## Kritiken
In englischsprachigen Medien wurde der Film überwiegend positiv beurteilt. Basierend auf der Auswertung von 18 Kritiken wird auf Rotten Tomatoes eine Positivquote von 67 Prozent ausgewiesen.
James Berardinelli schrieb auf ReelViews, dass der Film weder „überraschend“ noch „originell“ sei, aber „bis zu einem gewissen Grad funktioniere“. Der Regisseur versuche zu sehr, dem Publikum zu gefallen. Berardinelli lobte jedoch die Darstellungen der Kinder.
Roger Ebert schrieb in der Chicago Sun-Times vom 15. September 1995, dass es in den früheren Jahren bereits zahlreiche Filme mit ähnlicher Handlung gegeben habe. Er lobte die Darstellung von Charlie Talbert.
Das Lexikon des internationalen Films meinte: „Unspektakulär, aber feinfühlig inszeniert, verschenkt der Film viel von seiner Qualität durch die völlig asexuell gezeichneten Figuren.“